# Rhytisma ilicis-latifoliae
Rhytisma ilicis-latifoliae är en svampart som beskrevs av Henn. 1899. Rhytisma ilicis-latifoliae ingår i släktet Rhytisma och familjen Rhytismataceae.   Inga underarter finns listade i Catalogue of Life.